# Hrabstwo Elmore (Idaho)
Hrabstwo Elmore (ang. Elmore County) – hrabstwo w stanie Idaho w Stanach Zjednoczonych. Obszar całkowity hrabstwa obejmuje powierzchnię 3100,51 mil² (8030,28 km²). Według szacunków United States Census Bureau w roku 2009 miało 28 820 mieszkańców. Jego siedzibą administracyjną jest Mountain Home.
Hrabstwo ustanowiono 7 lutego 1889 r. z siedzibą w miejscowości Rocky Bar, ale 4 lutego 1891 r. przeniesiono ją do Mountain Home. Nazwa jednostki administracyjnej pochodzi od kopalni Ida Elmore, która aż do lat 60. XIX wieku była największym producentem złota i srebra na tym obszarze.

## Miejscowości
- Glenns Ferry
- Mountain Home